# Karl Schranz
Karl Schranz född 18 november 1938 i Sankt Anton am Arlberg i Tyrolen är en österrikisk före detta alpin skidåkare.
Schranz vann fem VM-medaljer varav tre guld i sin karriär. Dessutom vann han ett OS-silver. Han vann även den totala världscupen två gånger 1969 och 1970. Han utsågs till Årets idrottare i Österrike tre gånger: 1959, 1962 och 1970

## Segrar i världscuptävlingar
| Datum            | Plats                  | Race       |
| ---------------- | ---------------------- | ---------- |
| 12 december 1968 | Val-d'Isère            | Storslalom |
| 11 januari 1969  | Wengen                 | Störtlopp  |
| 18 januari 1969  | Kitzbühel              | Störtlopp  |
| 1 februari 1969  | Sankt Anton am Arlberg | Störtlopp  |
| 15 mars 1969     | Mont-Sainte-Anne       | Storslalom |
| 5 januari 1970   | Adelboden              | Storslalom |
| 23 januari 1970  | Megève                 | Störtlopp  |
| 1 februari 1970  | Garmisch-Partenkirchen | Störtlopp  |
| 10 februari 1970 | Val Gardena            | Storslalom |
| 12 december 1971 | Val-d'Isère            | Störtlopp  |
| 14 januari 1972  | Kitzbühel              | Störtlopp  |
| 15 januari 1972  | Kitzbühel              | Störtlopp  |